# Jean Jacques Lüscher
Jean Jacques Lüscher (auch Jean-Jacques Lüscher), deutsch Johann Jakob Lüscher (* 4. September 1884 in Basel; † 1. Mai 1955 in Riehen) war ein Schweizer Maler, Zeichner und Lithograf. Sein Werk umfasst figürliche Gemälde, Zeichnungen und Lithografien.

## Leben und Werk
Jean Jacques Lüscher – oder «Schangi», wie er in Basel genannt wurde – wuchs mit sechs Geschwistern zunächst am Münsterplatz und dann am Aeschengraben 16 in Basel auf. Sein Vater war der Bankier Rudolf Lüscher (1853–1930), seine Mutter Maria Rosalie, geborene Burckhardt (1861–1932). Der Arzt und Kaufmann Martin Burckhardt-His (1823–1903), der im Wenkenhof in Riehen lebte, war einer seiner Grossväter.
Nach bestandener Matura besuchte Lüscher die Allgemeine Gewerbeschule Basel und nahm Unterricht bei Fritz Schider und Rudolf Löw. Anschliessend studierte er von Frühling 1903 bis Spätsommer 1904 bei Heinrich Knirr. Dort lernte er hauptsächlich, streng nach dem lebenden Modell zu zeichnen. In München freundete er sich mit Paul Burckhardt an, und in den Ferien reisten die beiden nach Avers, um in Cresta zu zeichnen und in Tempera zu malen.
Ab 1905 hielt sich Lüscher für fünfzehn Monate in Paris auf. Zur gleichen Zeit wie Paul Basilius Barth, Numa Donzé, Karl Theophil Dick und Lucien Mainssieux studierte er bei Jean-Paul Laurens im Atelier der Académie Julian. In Paris mietete Lüscher ein Atelier in der Rue Campagne-Première. Sein Malstil war von Gustave Courbet und Honoré Daumier beeinflusst. 1907 war Lüscher mit seinem Freund Numa Donzé wieder in Paris. Dort konnten sie in der Nähe der Place de Clichy zwei grosse Räume als Ateliers mieten.
Von 1909 bis 1912 lebte Lüscher wieder in Basel und wohnte am Aeschengraben. In den leerstehenden Baracken des Gotthelfschulhauses hatten sich Basler Künstler Werkstätten eingerichtet. Unter diesen waren Lüscher, Karl Theophil Dick, Numa Donzé, Otto Roos, Carl Pflüger und Eduard Niethammer. Dort entstand u. a. das Bild Waisenkinder, das von der öffentlichen Kunstsammlung Basel erworben wurde.
Lüscher bildete zusammen mit Otto Roos, Paul Basilius Barth, Numa Donzé, Karl Theophil Dick, Heinrich Müller und Otto Klein die lose Basler Künstlergruppe der dunkeltonigen Maler. Dieser als «Basels Klassische Malergeneration» bezeichneten Künstlergruppierung gelang 1907 der Durchbruch mit einer gemeinsamen Ausstellung in der Kunsthalle Basel. Die Künstler pflegten einen freundschaftlichen Austausch mit der 1918 gegründeten Basler Künstlergruppe Das neue Leben und mit der Künstlergruppe «Rot-Blau».Sie beeinflussten die Entwicklung der Basler Malerei nach der Jahrhundertwende bis in die 1920er Jahre massgeblich. Lüscher malte in der Schweiz neben Landschaftsbildern, u. a. des Juras und des Tessins, Porträts von Künstlern, Musikern, Wissenschaftlern, Politikern und weiteren Prominenten. Einige seiner Werke gingen aus Wettbewerben des neu gegründeten Kunstkredits Basel-Stadt hervor.
1912 heiratete er Adèle Rosalie Simonius und erwarb in Mas-Blanc-des-Alpilles in der Nähe von Tarascon und St-Rémy ein kleines Landhaus. In unzähligen Zeichnungen und Gemälden hielt Lüscher die dortige Landschaft fest. Der Ausbruch des Ersten Weltkrieges zwang Lüscher, mit Frau und Tochter nach Basel zurückzukehren, zwei Söhne wurden dort geboren, Lüscher leistete als Grenzsoldat im Basler Jura seinen Aktivdienst. 1918 kaufte er von seinem Vater das Neue Wettsteinhaus in Riehen, das vormalige Sommerhaus der Familie Lüscher. In dieser Zeit erkrankte er schwer und suchte nach Kriegsende Heilung auf der Halbinsel von Giens, wo er mit seiner Familie bis 1927 lebte. Dort entstanden Wandbilder für den Gemeindesaal in Riehen. Da Lüscher auch musikalisch begabt war, wurden viele Musiker zu Hauskonzerten eingeladen. 1930 entstand das Gruppenbild Die Kunstkreditkommission.

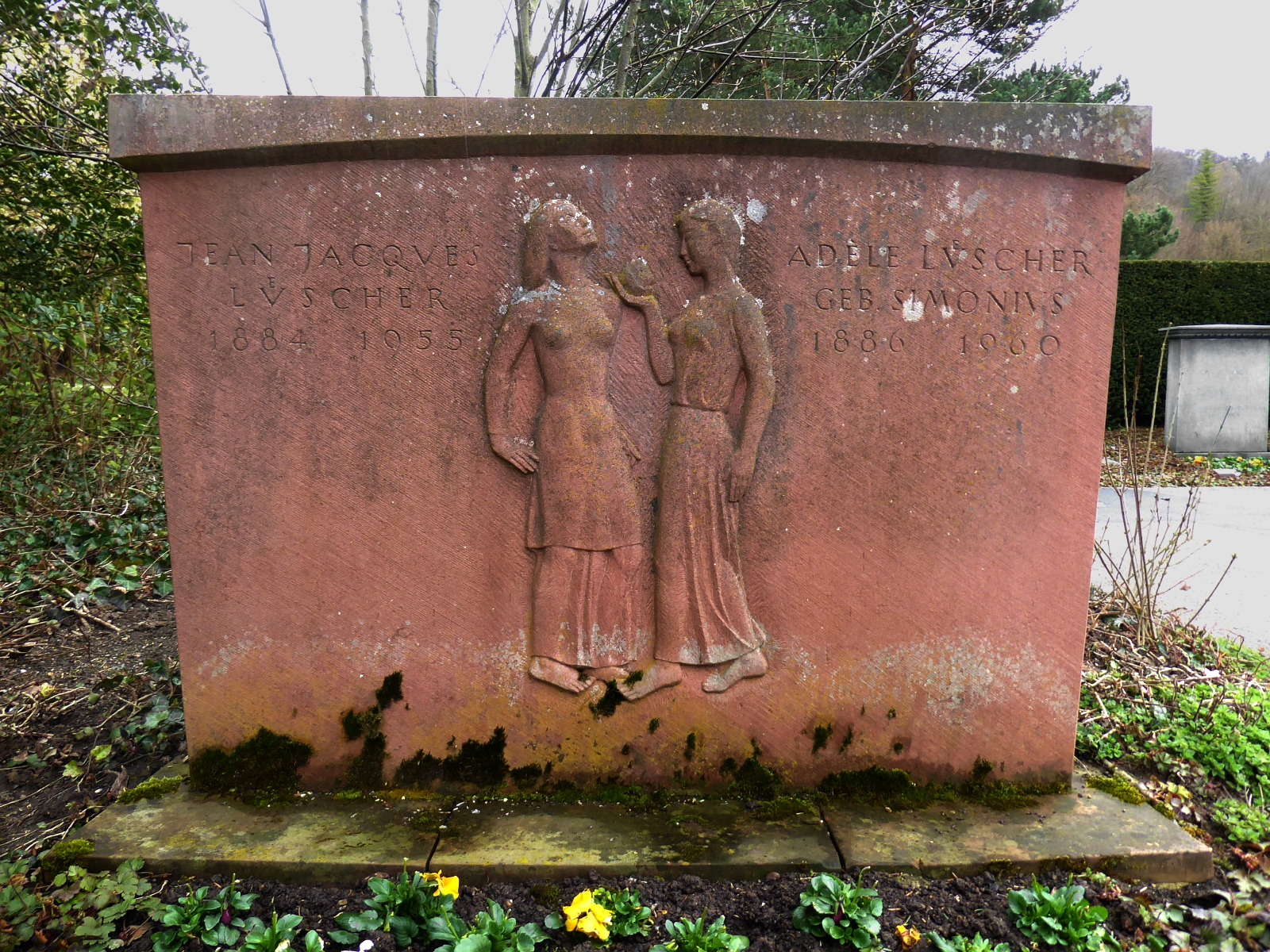
Grab auf dem Friedhof am Hörnli, Riehen

Von 1931 bis 1933 hielt sich Lüscher mit seiner Familie regelmässig in Concarneau an der bretonischen Westküste auf. Das feuchte Klima bereitete Lüscher jedoch gesundheitliche Probleme. So entschloss er sich 1945, in Villeneuve-lès-Avignon ein Grundstück mit einem einfachen einstöckigen Haus zu kaufen. Dieses besass er bis 1955. Auch dort entstanden viele seiner Landschaftsbilder und Zeichnungen.
Jean Jacques Lüscher verstarb ein paar Tage nach Paul Basilius Barth an einem Herzschlag. Lüscher fand auf dem Friedhof am Hörnli in Riehen seine letzte Ruhestätte.
Ein Sohn von Lüscher war Martin Lüscher, und sein Schwager war Paul Kammüller. Seine Tochter Marie Adèle Lüscher (1912–1991) war Mitte des 20. Jahrhunderts die einzige Chefärztin für Chirurgie der Schweiz an der Schweizerischen Pflegerinnenschule in Zürich.
1935, 1944 und 1954 ehrte der Basler Kunstverein Lüscher durch eine umfassende Schau. 1942 widmete ihm die Kunsthalle Bern eine Ausstellung mit fast neunzig Bildern, gefolgt noch im selben Jahr von einer Ausstellung im Kunstmuseum Chur. 1946 stellte er mit dem Genfer Maler Georges Darel im Kunsthaus Zürich aus. In der Kunsthalle Basel wurden 1966 in einer Gedächtnisausstellung Werke von Lüscher und Turo Pedretti gezeigt. Eine fundierte Monografie mit einem umfassenden Werkverzeichnis fehlt bis heute.